# Sally vom Jahrmarkt
Sally vom Jahrmarkt ist eine US-amerikanische Filmkomödie aus dem Jahr 1925 von David Wark Griffith mit Carol Dempster in der Titelrolle sowie W. C. Fields und Alfred Lunt in weiteren Hauptrollen. Der Stummfilm basiert auf dem 1923 uraufgeführten Bühnenstück Poppy von Dorothy Donnelly.

## Handlung
Als seine Tochter einen Zirkusartisten heiratet, verstößt Richter Foster sie. Einige Jahre später stirbt sie. Ihr guter Freund Eustace McGargle kümmert sich um ihre Tochter Sally. Eustace verdient seinen Lebensunterhalt als Jongleur und Zauberer und mit kleinen Gaunereien. Sally wächst in der Zirkusatmosphäre auf und assistiert Eustace bei seinen Auftritten.
Eustace findet eine Anstellung bei einem Jahrmarkt, der seine Zelte in Great Meadows aufschlägt. In der schnell gewachsenen Stadt leben auch die Fosters, Sallys Großeltern, die durch Immobilienverkauf zu Wohlstand gekommen sind. Sally tritt als Tänzerin auf und erregt die Aufmerksamkeit von Peyton Lennox, dem Sohn von Richter Fosters Freund. Peyton verliebt sich in Sally, was der Richter unterbinden will, in dem er Eustace und Sally festnehmen lässt. Beide können fliehen, doch Sally wird nach kurzer Zeit wieder geschnappt. Eustace stiehlt ein Auto und kommt nach einigen Problemen noch rechtzeitig zu Sallys Gerichtsverhandlung an. Er kann Sallys Herkunft und ihre Verwandtschaft mit den Fosters beweisen. Der Richter verwirft den Fall, seine Frau schließt ihre Enkelin in die Arme. Sally willigt in die Hochzeit mit Peyton ein. Eustace wird zu einem erfolgreichen Immobilienmakler.

## Produktion

### Hintergrund
Gedreht wurde der Film von Ende März bis Mitte Juni 1925 auf Long Island sowie in den Paramount-Studios in New York.
Das Budget des von David Wark Griffith produzierten Films lag bei 400.000 Dollar (entspricht ca. 6,9 Millionen Dollar im Jahr 2023).
Im April 1925 war Griffith dem Zeitplan voraus und stand kurz vor der Fertigstellung. Bisher brauchte Griffith in der Regel sechs bis acht Monate für einen Film. Er dankte insbesondere der Zusammenarbeit mit Famous Players-Lasky, dass er den Film in einer Rekordzeit abdrehen konnte.
Wegen einer Vertragsklausel durfte der Titel des Bühnenstücks Poppy, auf dem der Film basierte, nicht verwendet werden, so dass der Film in Sally of the Sawdust umbenannt wurde.

### Besetzung
W. C. Fields spielte schon im Bühnenstück Poppy die Rolle des Eustace McGargle. Hier war er das erste Mal der Hauptdarsteller in einem Kinofilm. 1936 produzierte Paramount unter Regie von A. Edward Sutherland eine Neuverfilmung, diesmal mit dem Originaltitel Poppy, wieder mit W. C. Fields in seiner Rolle als Eustace McGargle sowie Rochelle Hudson in der Sally-Rolle (in der Neuverfilmung Poppy genannt).

## Veröffentlichung
Die Premiere des Films fand am 23. Juni 1925 auf Long Island statt. In der Bundesrepublik Deutschland wurde er am 30. Dezember 1972 im deutschen Fernsehen ausgestrahlt.

## Kritiken
Der Filmkritiken-Aggregator Rotten Tomatoes hat in einer Auswertung von 12 Kritiken eine Zustimmungsrate von 75 Prozent errechnet. Das Publikumsergebnis hat sich bei 56 Prozent positiver Bewertungen eingependelt.
Das Lexikon des internationalen Films schrieb: „Eine der wenigen Komödien unter den 300 Filmen des berühmten David Wark Griffith, geprägt von hintergründiger Ironie, Humor und tiefer Menschlichkeit.“
Mordaunt Hall von der The New York Times kritisierte die Länge des Films, die Regisseur Griffith den Fluss der Geschichte verlieren lasse. In vielen Szenen neigen die Darsteller zu Übertreibungen, während Zurückhaltung überzeugender gewesen wäre. Demgegenüber seien die Szenen mit W. C. Fields so gut inszeniert, dass sie das Interesse an der Geschichte verdrängen.
Die Variety lobte Fields, der im Film so gut wie auf der Bühne sei. Der Film sei weder ein großartiger Film noch eine großartige Komödie, aber eine nette komödiantische Veröffentlichung, wenn auch zu lang.